# Antoni Albrecht Wilhelm Radziwiłł
Antoni Albrecht Wilhelm Rafał Mikołaj książę Radziwiłł herbu Trąby, zwany Abą (ur. 30 października 1885 w Berlinie, zm. 18 grudnia 1935 w Warszawie) – 16. ordynat nieświeski i 14. ordynat klecki.

## Zarys biografii
Syn Jerzego Fryderyka i Marii Róży z Branickich, brat Karola Mikołaja. Żonaty z Dorotą Parker Deacon (małżeństwo kanonicznie unieważniono w 1922). Ojciec Elżbiety Marii Radziwiłłówny (1917-2021). 
W 1906 ukończył Korpus Paziów w Sankt Petersburgu. W czasie I wojny światowej wspierał formujące się u boku Rosjan oddziały polskie Królestwa Polskiego, licząc na uzyskanie w zamian autonomii dla królestwa. W 1917 wspierał I Korpus Polski. W swoim kresowym zamku w Nieświeżu utrzymywał szpital dla polskich żołnierzy.
W 1919 wstąpił do 12 Pułku Ułanów Podolskich, gdzie mimo paraliżu służył w taborach. Odszedł ze służby jako podporucznik rezerwy. Wspomagał finansowo szkoły, studentów, fundował kościoły i kaplice. Pomimo utraty części majątku po traktacie ryskim (1921) ofiarował ze swoich dóbr dwadzieścia folwarków na cele osadnictwa wywłaszczonych przez bolszewików za granicą wschodnią. W 1922 roku posiadał majątki ziemskie o powierzchni 80 000 ha. Od 1922 roku finansował wileńskie pismo Słowo, które publikowało artykuły o historii i współczesnego Nieświeża. W 1926 gościł w Nieświeżu Józefa Piłsudskiego i czołowych polityków nurtu konserwatywnego. Spotkanie to wywołało sensację w ówczesnym życiu politycznym.
Był wiceprezesem Związku Obrońców Kresów Wschodnich. Należał do Wileńskiego Towarzystwa Dobroczynności. Był kawalerem honoru i dewocji zakonu św. Jana z Jerozolimy (maltańczycy), kawalerem wielkiego krzyża po sprawiedliwości zakonu św. Łazarza z Jerozolimy (lazaryci).
Odznaczony Krzyżem Kawalerskim Orderu Polonia Restituta i papieskim krzyżem komandorskim z gwiazdą Orderu Grobu Świętego (1931).
Zmarł w swym warszawskim pałacu 18 grudnia 1935. Został pochowany na zamku w Nieświeżu. Na mocy testamentu sporządzonego w 1928 roku ostatnim ordynatem nieświeskim i kleckim został jego brat Leon Władysław Radziwiłł (1888–1959).

## Literatura
- Władysław Roszkowski, Radziwiłł Antoni Albrecht Wilhelm (1885–1935) [w:] Polski Słownik Biograficzny, Kraków 1987, T. XXX. z. 1, s. 134–135.